# Copa Itália de Voleibol Masculino de 2016–17
A Copa Itália de Voleibol Masculino de 2016–17 foi a 39.ª edição desta competição organizada pela Lega Pallavolo Serie A, consórcio de clubes filiado à Federação Italiana de Voleibol (FIPAV). O torneio ocorreu de 14 de dezembro de 2016 a 29 de janeiro de 2017, e sagrou como campeão pela quinta vez o Lube Macerata.

## Regulamento
Participaram do torneio as 12 melhores equipes do primeiro turno do Campeonato Italiano de 2016–17. O torneio foi divido nas fases oitavas de final, quartas de final, semifinais e final.

## Resultados

### Chaveamento
|  | Oitavas de final   | Oitavas de final   |                    |   | Quartas de final | Quartas de final |  |  | Semifinais | Semifinais |  |  | Final | Final |
|  |                    |                    |                    |   |                  |                  |  |  |            |            |  |  |       |       |
|  |                    |                    |                    |   |                  |                  |  |  |            |            |  |  |       |       |
|  |                    |                    |                    |   |                  |                  |  |  |            |            |  |  |       |       |
|  | Callipo Sport      | 3                  |                    |   |                  |                  |  |  |            |            |  |  |       |       |
|  | Callipo Sport      | 3                  |                    |   |                  |                  |  |  |            |            |  |  |       |       |
|  | Pallavolo Padova   | 1                  |                    |   |                  |                  |  |  |            |            |  |  |       |       |
|  | Pallavolo Padova   | 1                  | Lube Macerata      | 3 |                  |                  |  |  |            |            |  |  |       |       |
|  |                    |                    | Lube Macerata      | 3 |                  |                  |  |  |            |            |  |  |       |       |
|  |                    |                    | Callipo Sport      | 0 |                  |                  |  |  |            |            |  |  |       |       |
|  |                    |                    | Callipo Sport      | 0 |                  |                  |  |  |            |            |  |  |       |       |
|  |                    |                    |                    |   |                  |                  |  |  |            |            |  |  |       |       |
|  |                    |                    |                    |   |                  |                  |  |  |            |            |  |  |       |       |
|  | Lube Macerata      | 3                  |                    |   |                  |                  |  |  |            |            |  |  |       |       |
|  | Lube Macerata      | 3                  |                    |   |                  |                  |  |  |            |            |  |  |       |       |
|  |                    | Pallavolo Piacenza | 2                  |   |                  |                  |  |  |            |            |  |  |       |       |
|  | Pallavolo Piacenza | Pallavolo Piacenza | 2                  | 3 |                  |                  |  |  |            |            |  |  |       |       |
|  | Pallavolo Piacenza |                    |                    | 3 |                  |                  |  |  |            |            |  |  |       |       |
|  | Pallavolo Molfetta | 1                  |                    |   |                  |                  |  |  |            |            |  |  |       |       |
|  | Pallavolo Molfetta | 1                  | Sir Safety Perugia | 2 |                  |                  |  |  |            |            |  |  |       |       |
|  |                    |                    | Sir Safety Perugia | 2 |                  |                  |  |  |            |            |  |  |       |       |
|  |                    |                    | Pallavolo Piacenza | 3 |                  |                  |  |  |            |            |  |  |       |       |
|  |                    |                    | Pallavolo Piacenza | 3 |                  |                  |  |  |            |            |  |  |       |       |
|  |                    |                    |                    |   |                  |                  |  |  |            |            |  |  |       |       |
|  |                    |                    |                    |   |                  |                  |  |  |            |            |  |  |       |       |
|  | Lube Macerata      | 3                  |                    |   |                  |                  |  |  |            |            |  |  |       |       |
|  | Lube Macerata      | 3                  |                    |   |                  |                  |  |  |            |            |  |  |       |       |
|  |                    | Trentino Volley    | 1                  |   |                  |                  |  |  |            |            |  |  |       |       |
|  | Volley Milano      | Trentino Volley    | 1                  | 3 |                  |                  |  |  |            |            |  |  |       |       |
|  | Volley Milano      |                    |                    | 3 |                  |                  |  |  |            |            |  |  |       |       |
|  | Porto Robur Costa  | 2                  |                    |   |                  |                  |  |  |            |            |  |  |       |       |
|  | Porto Robur Costa  | 2                  | Trentino Volley    | 3 |                  |                  |  |  |            |            |  |  |       |       |
|  |                    |                    | Trentino Volley    | 3 |                  |                  |  |  |            |            |  |  |       |       |
|  |                    |                    | Volley Milano      | 0 |                  |                  |  |  |            |            |  |  |       |       |
|  |                    |                    | Volley Milano      | 0 |                  |                  |  |  |            |            |  |  |       |       |
|  |                    |                    |                    |   |                  |                  |  |  |            |            |  |  |       |       |
|  |                    |                    |                    |   |                  |                  |  |  |            |            |  |  |       |       |
|  | Trentino Volley    | 3                  |                    |   |                  |                  |  |  |            |            |  |  |       |       |
|  | Trentino Volley    | 3                  |                    |   |                  |                  |  |  |            |            |  |  |       |       |
|  |                    | Modena Volley      | 2                  |   |                  |                  |  |  |            |            |  |  |       |       |
|  | Verona Volley      | Modena Volley      | 2                  | 0 |                  |                  |  |  |            |            |  |  |       |       |
|  | Verona Volley      |                    |                    | 0 |                  |                  |  |  |            |            |  |  |       |       |
|  | Argos Volley       | 3                  |                    |   |                  |                  |  |  |            |            |  |  |       |       |
|  | Argos Volley       | 3                  | Modena Volley      | 3 |                  |                  |  |  |            |            |  |  |       |       |
|  |                    |                    | Modena Volley      | 3 |                  |                  |  |  |            |            |  |  |       |       |
|  |                    |                    | Argos Volley       | 0 |                  |                  |  |  |            |            |  |  |       |       |
|  |                    |                    | Argos Volley       | 0 |                  |                  |  |  |            |            |  |  |       |       |
|  |                    |                    |                    |   |                  |                  |  |  |            |            |  |  |       |       |
|  |                    |                    |                    |   |                  |                  |  |  |            |            |  |  |       |       |
|  |                    |                    |                    |   |                  |                  |  |  |            |            |  |  |       |       |

### Oitavas de final
| Data   | Hora  |                    | Placar |                    | Set 1 | Set 2 | Set 3 | Set 4 | Set 5 | Total   | Relatório |
| ------ | ----- | ------------------ | ------ | ------------------ | ----- | ----- | ----- | ----- | ----- | ------- | --------- |
| 14 dez | 20:30 | Callipo Sport      | 3–1    | Pallavolo Padova   | 25–14 | 20–25 | 25–16 | 26–24 |       | 96–79   | Relatório |
| 14 dez | 20:30 | Pallavolo Piacenza | 3–1    | Pallavolo Molfetta | 25–23 | 22–25 | 25–22 | 25–17 |       | 97–87   | Relatório |
| 14 dez | 20:30 | Volley Milano      | 3–2    | Porto Robur Costa  | 25–18 | 17–25 | 25–22 | 28–30 | 15–13 | 110–108 | Relatório |
| 14 dez | 20:30 | Verona Volley      | 0–3    | Argos Volley       | 23–25 | 20–25 | 18–25 |       |       | 61–75   | Relatório |

### Quartas de final
| Data   | Hora  |                    | Placar |                    | Set 1 | Set 2 | Set 3 | Set 4 | Set 5 | Total   | Relatório |
| ------ | ----- | ------------------ | ------ | ------------------ | ----- | ----- | ----- | ----- | ----- | ------- | --------- |
| 11 jan | 20:30 | Lube Macerata      | 3–0    | Callipo Sport      | 27–17 | 25–22 | 25–22 |       |       | 77–61   | Relatório |
| 11 jan | 20:30 | Sir Safety Perugia | 2–3    | Pallavolo Piacenza | 25–17 | 25–23 | 23–25 | 21–25 | 13–15 | 107–105 | Relatório |
| 11 jan | 20:30 | Trentino Volley    | 3–0    | Volley Milano      | 25–19 | 25–18 | 25–10 |       |       | 75–47   | Relatório |
| 11 jan | 20:30 | Modena Volley      | 3–0    | Argos Volley       | 25–16 | 34–32 | 25–19 |       |       | 84–67   | Relatório |

### Semifinais
| Data   | Hora  |                 | Placar |                 | Set 1 | Set 2 | Set 3 | Set 4 | Set 5 | Total   | Relatório |
| ------ | ----- | --------------- | ------ | --------------- | ----- | ----- | ----- | ----- | ----- | ------- | --------- |
| 28 jan | 15:30 | Lube Macerata   | 3–2    | Piacenza Volley | 25–12 | 23–25 | 25–15 | 24–26 | 15–13 | 112–91  | Relatório |
| 28 jan | 18:00 | Trentino Volley | 3–2    | Verona Volley   | 26–28 | 30–28 | 22–25 | 30–28 | 15–13 | 123–122 | Relatório |

### Final
| Data   | Hora  |               | Placar |                 | Set 1 | Set 2 | Set 3 | Set 4 | Set 5 | Total | Relatório |
| ------ | ----- | ------------- | ------ | --------------- | ----- | ----- | ----- | ----- | ----- | ----- | --------- |
| 29 jan | 17:30 | Lube Macerata | 3–1    | Trentino Volley | 25–21 | 23–25 | 25–15 | 25–20 |       | 98–81 | Relatório |

## Premiação
| Copa Itália de 2016–17             |
| Marcas                             |
| ---------------------------------- |
| Lube Macerata Campeão (5.° título) |